# Denis Kudla (tenisista)
Denis Kudla (ur. 17 sierpnia 1992 w Kijowie) – amerykański tenisista pochodzenia ukraińskiego, olimpijczyk z Rio de Janeiro (2016)

## Kariera tenisowa
Występując w gronie juniorów, we wrześniu 2010 roku awansował do finału US Open w grze pojedynczej chłopców. Spotkanie o tytuł przegrał 6:3, 2:6, 2:6 z Jackiem Sockiem.
W gronie zawodowców Amerykanin zwyciężył w 7 turniejach kategorii ATP Challenger Tour. W drabince głównej zawodów wielkoszlemowych zadebiutował w 2012 roku podczas Australian Open, przechodząc najpierw eliminacje. W 1. rundzie poniósł porażkę z Tommym Haasem.
W 2016 zagrał w turnieju singlowym igrzysk olimpijskich w Rio de Janeiro odpadając w 1. rundzie.
W rankingu gry pojedynczej Kudla najwyżej był na 53. miejscu (23 maja 2016), a w klasyfikacji gry podwójnej na 133. pozycji (27 sierpnia 2018).

### Zwycięstwa w turniejach ATP Challenger Tour w grze pojedynczej
| Nr | Data              | Turniej         | Nawierzchnia  | Przeciwnik w finale  | Wynik finału  |
| 1. | 29 lipca 2012     | Lexington       | Twarda        | Érik Chvojka         | 5:7, 7:5, 6:1 |
| 2. | 4 listopada 2012  | Charlottesville | Twarda (hala) | Alex Kuznetsov       | 6:0, 6:3      |
| 3. | 5 maja 2013       | Tallahassee     | Ceglana       | Cedrik-Marcel Stebe  | 6:3, 6:3      |
| 4. | 5 lipca 2014      | Winnetka        | Twarda        | Farrux Doʻstov       | 6:2, 6:2      |
| 5. | 20 czerwca 2015   | Ilkley          | Trawiasta     | Matthew Ebden        | 6:3, 6:4      |
| 6. | 18 marca 2018     | Drummondville   | Twarda        | Benjamin Bonzi       | 6:0, 7:5      |
| 7. | 15 listopada 2020 | Cary            | Twarda        | Prajnesh Gunneswaran | 3:6, 6:3, 6:0 |